# Miller–Urey-experimentet

rensaradera.

Urey–Miller-experimentet var ett experiment som utfördes av Stanley Miller och Harold Urey år 1953 och som simulerade förhållanden som man då trodde hade förelegat under jordens tidiga historia, för att försöka simulera abiogenes.
En andra analys av material från experimentet som publicerades i oktober 2008 visade att 22 aminosyror i stället för 5 skapades i en apparat. I synnerhet de experiment som var tänkta att simulera ett vulkanutbrott undersöktes. Dessa nya resultat förstärker evidensen för att biologiska molekyler kan bildas från enkla reaktanter.

## Experiment och tolkning
Vid experimentet användes vatten, metan, ammoniak, koldioxid och väte för att skapa en konstgjord atmosfär. Kemikalierna ineslöts i en steril kolv och flaskor anslutna i en slinga. Där en flaska var till hälften fylld med vatten och en flaska innehöll ett par elektroder. Vattnet upphettades så att det skulle förångas och urladdningar mellan elektroderna gjordes för att simulera åskurladdningar. Man lät sedan systemet svalna och upprepade förfarandet.
Efter en veckas kontinuerlig drift såg Miller och Urey att så mycket som 10-15% av det kol som fanns i systemet nu var bundet i organiska föreningar. Två procent av kolet hade bildat aminosyror där glycin var den mest vanligt förekommande. Socker, lipider och en del andra byggstenar nukleinsyror hade också bildats.
I en intervju med Stanley Miller sa han: "Just turning on the spark in a basic pre-biotic experiment will yield 11 out of 20 amino acids" ungefär "Bara att slå på urladdningarna i ett prebiotiskt experiment kommer att skapa 11 av de 20 aminosyrorna".
Vilket har obserververats i efterföljande försök så bildas både L- och D- isomerer.

## Kemin bakom experimentet
Det är känt att det första steget av reaktioner i blandningen är att vätecyanid, formaldehyd och andra föreningar som acetylen, cyanoacetylen bildas: 
2CO2 → 2CO + O2
CH4 + O2 → CH2O + H2O
CO + NH3 → HCN + H2O
CH4 + NH3 → HCN + 3H2
Dessa föreningar reagerar sedan och bildar aminosyror och andra biomolekyler:
CH2O + HCN + NH3 → NH2-CH2-CN + H2O
NH2-CH2-CN + 2H2O → NH3 + NH2-CH2-COOH (glycin)